# Semiothisa chamilaria
Semiothisa chamilaria là một loài bướm đêm trong họ Geometridae.